# گلستان (شهرستان نوکت)
گلستان (به قرقیزی: Гүлстан، گۉلستان) یک روستا در قرقیزستان است که در شهرستان نوکت واقع شده‌است. گلستان ۶٬۱۱۳ نفر جمعیت دارد.